# Pancheria humboldtiana
Pancheria humboldtiana är en tvåhjärtbladig växtart som beskrevs av André Guillaumin och H.C.Hopkins & J.Bradford. Pancheria humboldtiana ingår i släktet Pancheria och familjen Cunoniaceae. Inga underarter finns listade i Catalogue of Life.